# Slovakia Challenge 2014
De D+D Real Slovakia Challenge is in 2014 een nieuw toernooi van de Europese Challenge Tour. Het werd van 10-13 juli gespeeld op de Legend course van de Penati Golf Resort in Senica. Het prijzengeld is € 160.000.
De golfbaan is ontworpen door Jack Nicklaus Design en is uitgeroepen tot de beste baan van Slowakije. Hij staat in de top-100 van continentaal Europa. Het is een bosbaan, er is alleen water op de holes bij het clubhuis. Hole 18 is erg smal en heeft een eiland-green. Hole 15 is de langste par 5 van Europa. Hij heeft 11 tees, dit toernooi speelt hem als een hole van 493 meter maar vanaf de achterste tee is de lengte 716 meter.

## Ronde 1
De 41-jarige Robert Coles is geen onbekende op de Challenge Tour want in het verleden won hij drie toernooien, maar de laatste twee overwinningen waren vijf jaar geleden. Hij speelde ook 13 jaar op de Europese Tour. Hij begon in Senica met een mooie ronde van -7 en ging aan de leiding. Tim Sluiter was de beste Nederlander. Xavier Ruiz Fonhof maakte een hole-in-one op hole 3, een par 3 van 164 meter.

## Ronde 2 en 3
Mark F. Haastrup leek de beste ronde van zijn leven te spelen. Na negen holes stond hij al op -6 en op zijn elfde hole maakte hij een eagle. Er volgde echter een dubbelbogey, waardoor hij de leiding weer aan McArthur gaf. Deze behield die in de derde ronde.

Sam Hutsby steeg in ronde 3 naar de 2de plaats door een ronde met vijf birdies en een eagle. De beste ronde was van Andrew Johnston, die in juni de Scottish Challenge won en die deze ronde ondanks een bogey 10 onder par speelde.

## Ronde 4
Oliver Farr leek even een bedreiging voor McArthur te zijn. In twaalf holes had hij al vijf onder par gespeeld en McArthur maar twee, maar McArthur deed geen afstand van zijn eerste plaats en won. Sam Hutsby maakte nog een birdie en een eagle en ging Farr voorbij.
Tim Sluiter eindigde met een totaal van 276, drie slagen onder par.
- Scores

| Naam               | CTR | OWGR | Score R1 | Score R1 | Nr   | Score R2 | Score R2 | Totaal | Nr  | Score R3 | Score R3 | Totaal | Nr  | Score R4 | Score R4 | Totaal | Nr  |
| ------------------ | --- | ---- | -------- | -------- | ---- | -------- | -------- | ------ | --- | -------- | -------- | ------ | --- | -------- | -------- | ------ | --- |
| Andrew McArthur    | 139 | 658  | 65       | -7       | T1   | 66       | -6       | -13    | 1   | 68       | -4       | -17    | 1   | 68       | -4       | -21    | 1   |
| Sam Hutsby         | 41  | 819  | 66       | -6       | T3   | 69       | -3       | -9     | T6  | 65       | -7       | -16    | 2   | 69       | -3       | -19    | 2   |
| Oliver Farr        | 6   | 442  | 68       | -4       | T11  | 67       | -5       | -9     | T6  | 68       | -4       | -13    | T5  | 67       | -5       | -18    | 3   |
| Alvaro Velasco     | 65  | 552  | 68       | -4       | T11  | 68       | -4       | -8     | T8  | 65       | -7       | -15    | 3   | 70       | -2       | -17    | 4   |
| Robert Coles       | 38  | 700  | 65       | -7       | T1   | 68       | -4       | -11    | T3  | 70       | -2       | -13    | T5  | 69       | -3       | -16    | T5  |
| Pedro Oriol        | 24  | 585  | 68       | -4       | T11  | 65       | -7       | -11    | T3  | 72       | par      | -11    | T8  | 67       | -5       | -16    | T5  |
| Mark F. Haastrup   | 169 | 893  | 67       | -5       | T7   | 66       | -6       | -12    | 2   | 70       | -2       | -14    | 4   | 72       | par      | -14    | T7  |
| Andrew Johnston    | 3   | 257  | 73       | +1       | T90  | 68       | -4       | -3     | T43 | 62       | -10      | -13    | T5  | 71       | -1       | -14    | T7  |
| Tim Sluiter        | 171 | 622  | 68       | -4       | T11  | 70       | -2       | -6     | T11 | 69       | -3       | -9     | T15 | 69       | -3       | -12    | T11 |
| Hugues Joannes     | 30  | 666  | 70       | -2       | T27  | 70       | -2       | -4     | T23 | 66       | -6       | -10    | T10 | 72       | par      | -10    | T23 |
| Taco Remkes        | 99  | 1205 | 69       | -3       | T24  | 71       | -1       | -4     | T23 | 70       | -2       | -6     | T33 | 69       | -3       | -9     | T29 |
| Sven Maurits       | =   | 1559 | 73       | +1       | T90  | 71       | -1       | par    | MC  |          |          |        |     |          |          |        |     |
| Wil Besseling      | 96  | 735  | 72       | par      | T69  | 73       | +1       | +1     | MC  |          |          |        |     |          |          |        |     |
| Xavier Ruiz Fonhof | =   | 1559 | 80       | +8       | T148 | RT       |          |        |     |          |          |        |     |          |          |        |     |

| Leider |  | Toernooirecord |  | CTR = Challenge Tour Ranking |  | OWGR |  | MC = missed cut = cut gemist |  | RT = retired = teruggetrokken |

1990 ·
1991 ·
1992 ·
1993 ·
1994 ·
1995 ·
1996 ·
1997 ·
1998 ·
1999 ·
2000 ·
2001 ·
2002 ·
2003 ·
2004 ·
2005 ·
2006 ·
2007 ·
2008 ·
2009 ·
2010 ·
2011 ·
2012 ·
2013 ·
2014